# Одел (Орегон)
Одел (енгл. Odell) насељено је место без административног статуса у америчкој савезној држави Орегон.

## Демографија
По попису из 2010. године број становника је 2.255, што је 406 (22,0%) становника више него 2000. године.
| Група             | 2000.         | 2010.         |
| Белци             | 1.064 (57,5%) | 755 (33,5%)   |
| Афроамериканци    | 9 (0,5%)      | 11 (0,5%)     |
| Азијати           | 8 (0,4%)      | 9 (0,4%)      |
| Хиспаноамериканци | 740 (40,0%)   | 1.433 (63,5%) |
| Укупно            | 1.849         | 2.255         |